# کیم جونگ هوا
 کیم جونگ هوا (به کره‌ای:김정화 به انگلیسی: Kim Jung-hwa) (زاده ۹ سپتامبر ۱۹۸۳ در سئول) بازیگر، مدل در کره جنوبی است.
او به دلیل بازی در نقش یی جی در مجموعه تلویزیونی امپراطور بادها و بازی در نقش ایون سو یول در وضعیت اضطراری شناخته شد.
وی در سریال امپراطور گوانگتو بزرگ نیز در نقش سول جی نقش آفرینی کرده است.